# Čenstochovská jura
Čenstochovská jura, polsky Wyżyna Częstochowska či Jura Częstochowska nebo česky Čenstochovská vysočina, je vysočinou a geomorfologickým podcelkem severní částí pohoří/vysočiny Wyżyna Krakowsko-Częstochowska (Krakovsko-čenstochovská jura), která je geografickou součástí nadcelku vysočiny Wyżyna Śląsko-Krakowska. Nachází se ve Slezském vojvodství a okrajově také v Malopolském vojvodství v jižním Polsku. Severní hranici Čenstochovské jury tvoří údolí řeky Warta od města Čenstochová po vesnici Mstów a jižní hranici tvoří Brama Wolbromska (Wolbromská brána) a údolí řeky Biała Przemsza. Východní a severní hranici tvoří Wyżyna Przedborska. Západní a severní hranici tvoří Wyżyna Woźnicko-Wieluńska. Jižní hranici tvoří Wyżyna Olkuska (nazývaná také jako Wyżyna Krakowska). Rozloha Čenstochovská jury je cca 983 km².

## Historie
Osídlení oblasti je doložené již ve starověku. Významné je také středověké opevnění Orlí hnízda.

## Města
V Čenstochovská juře se nacházejí pouze čtyři města: Čenstochová, Wolbrom, Żarki a Ogrodzieniec.

## Geologie a příroda
Hlavním geologickým prvkem Čenstochovské jury jsou jurské vápence (pozůstatek zaniklého pravěkého moře), tj. výchozy skal a krasové jevy vzniklé následným zvětráváním a erozí. Dalším geologickým prvkem jsou ledovcové usazeniny, pískové půdy a spraše z doby ledové. Dešťové srážky se zde rychle vsakují do podloží.
Velká část Čenstochovská jury je chráněna krajinnými parky Park Krajobrazowy Orlich Gniazd a Park Krajobrazowy Stawki a také se nachází v chráněné oblasti Natura 2000 Ostoja Kroczycka. Je zde zřízeno několik přírodních rezervací např. přírodní rezervace Sokole Góry, přírodní rezervace Góra Zborów aj.
Nejvyšším geografickým bodem je Góra Janowskiego nazývaná také Góra Zamkowa s nadmořskou výškou 516 m.

## Sport a turistika
Zimní i letní turistický průmysl hraje významnou roli v celé oblasti. Nejznámější turistická trasa je Szlak Orlich Gniazd (Stezka Orlích hnízd) doplněná dalšími trasami, cyklostezkami, běžkařskými trasami a naučnými stezkami. Četné skály a skalní věže jsou využívány pro horolezectví.

## Galerie

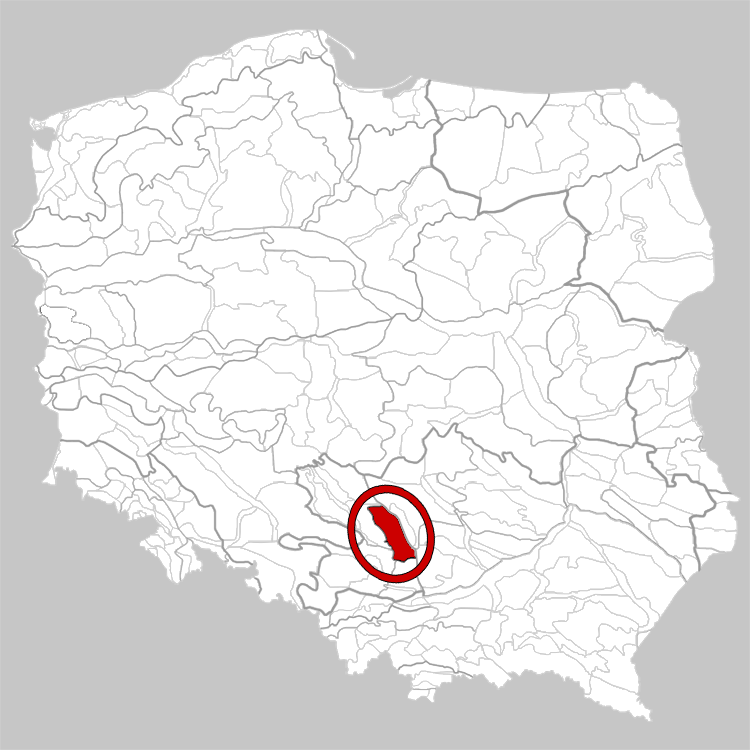
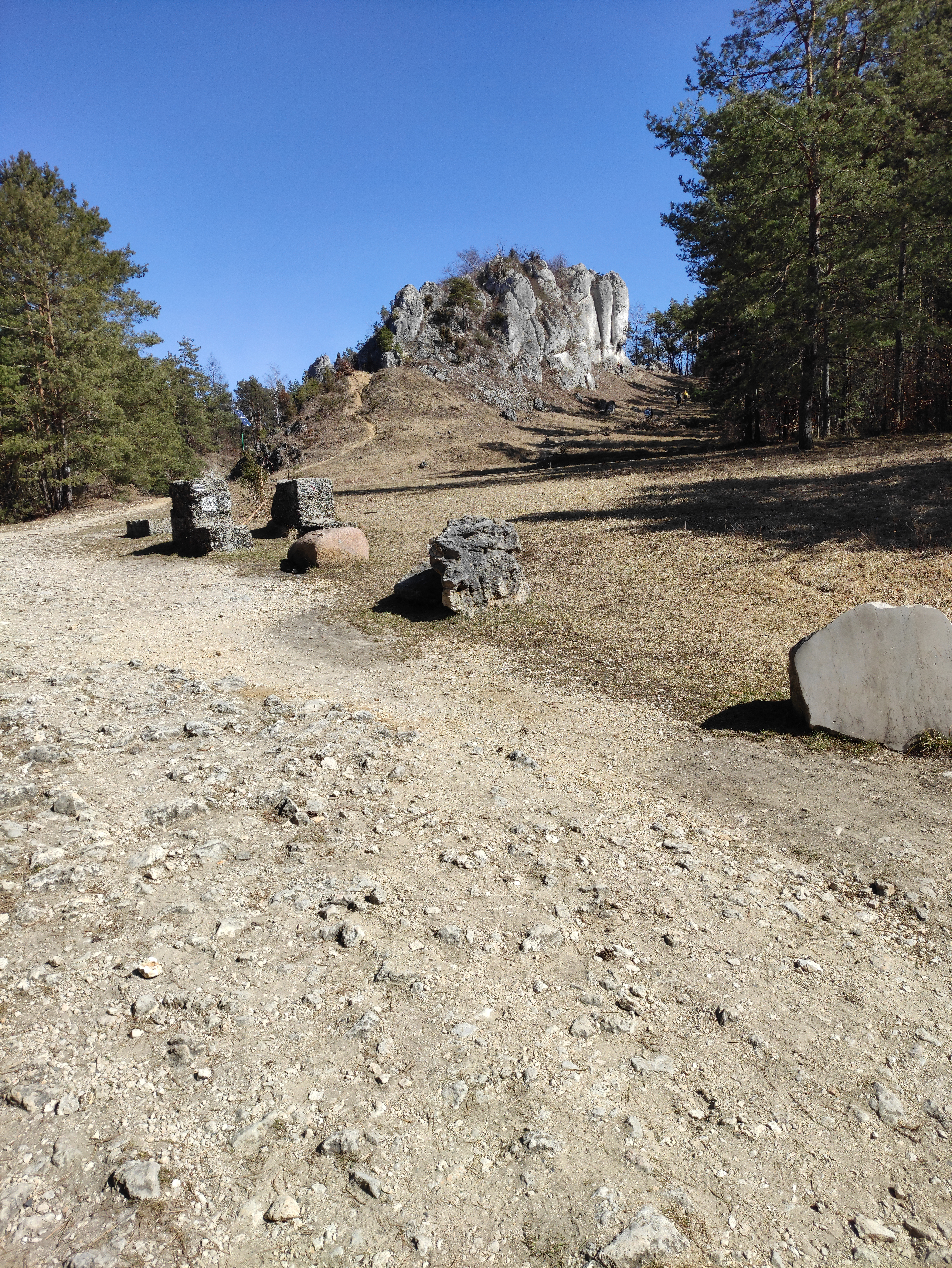
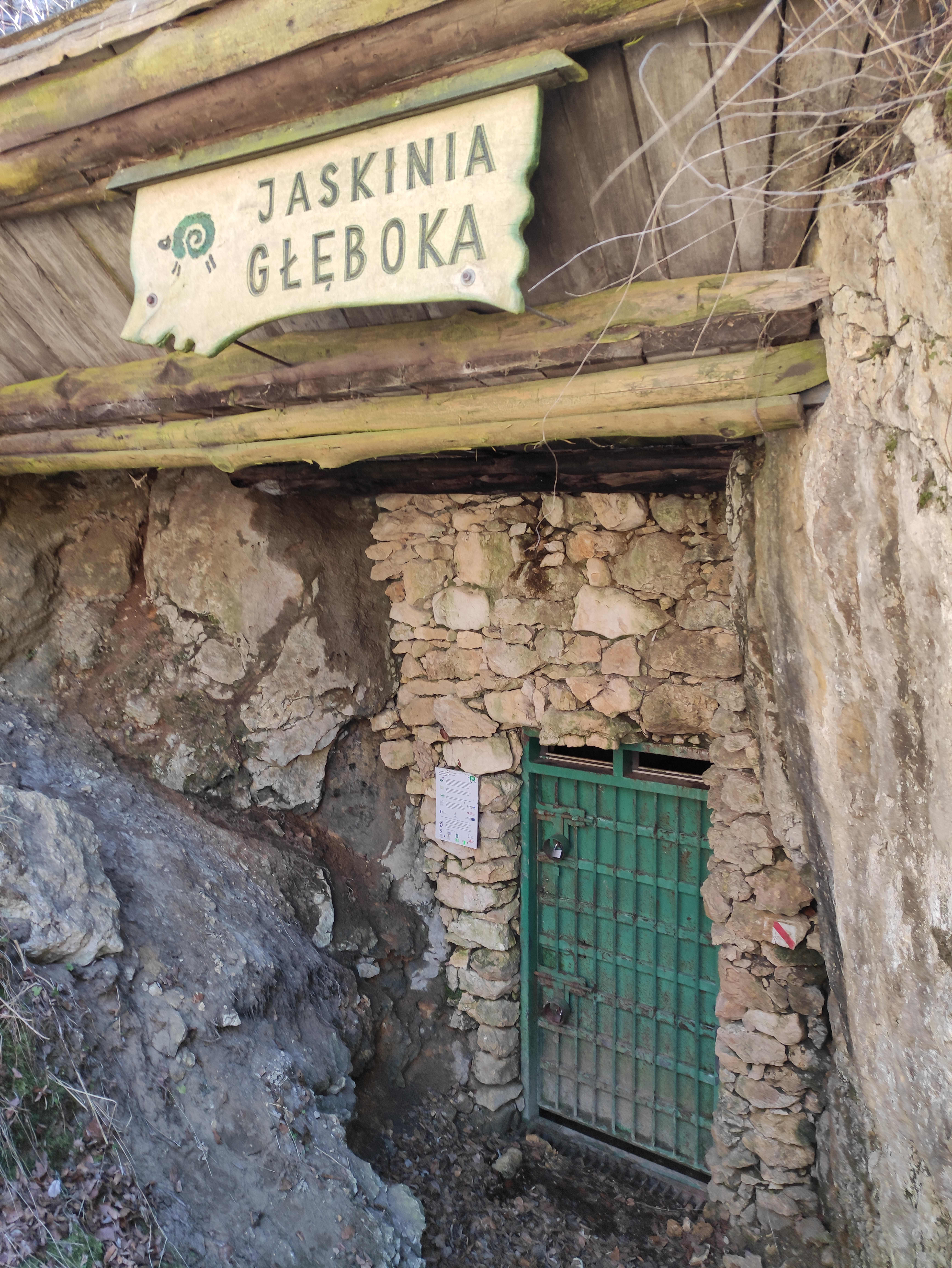
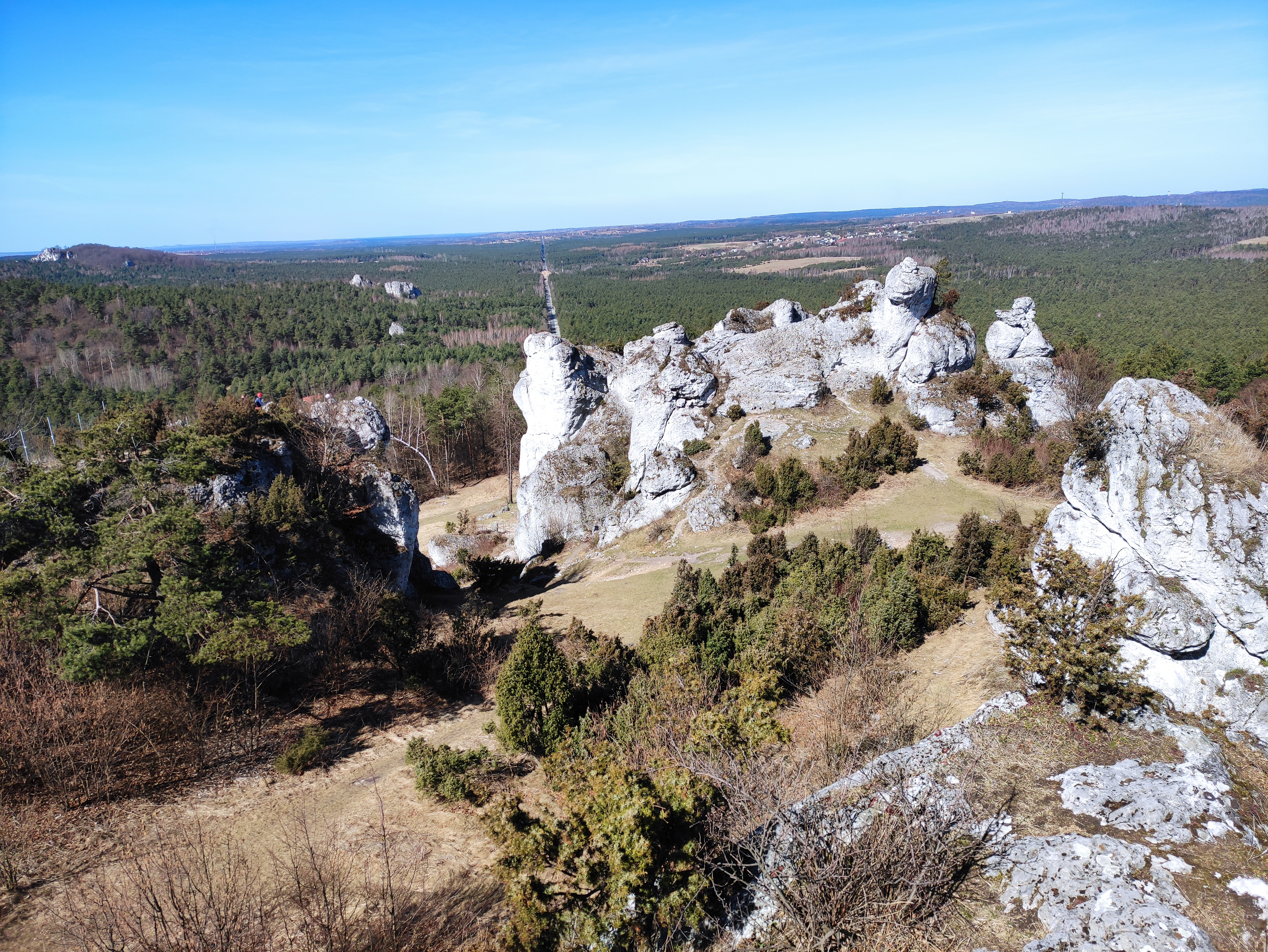
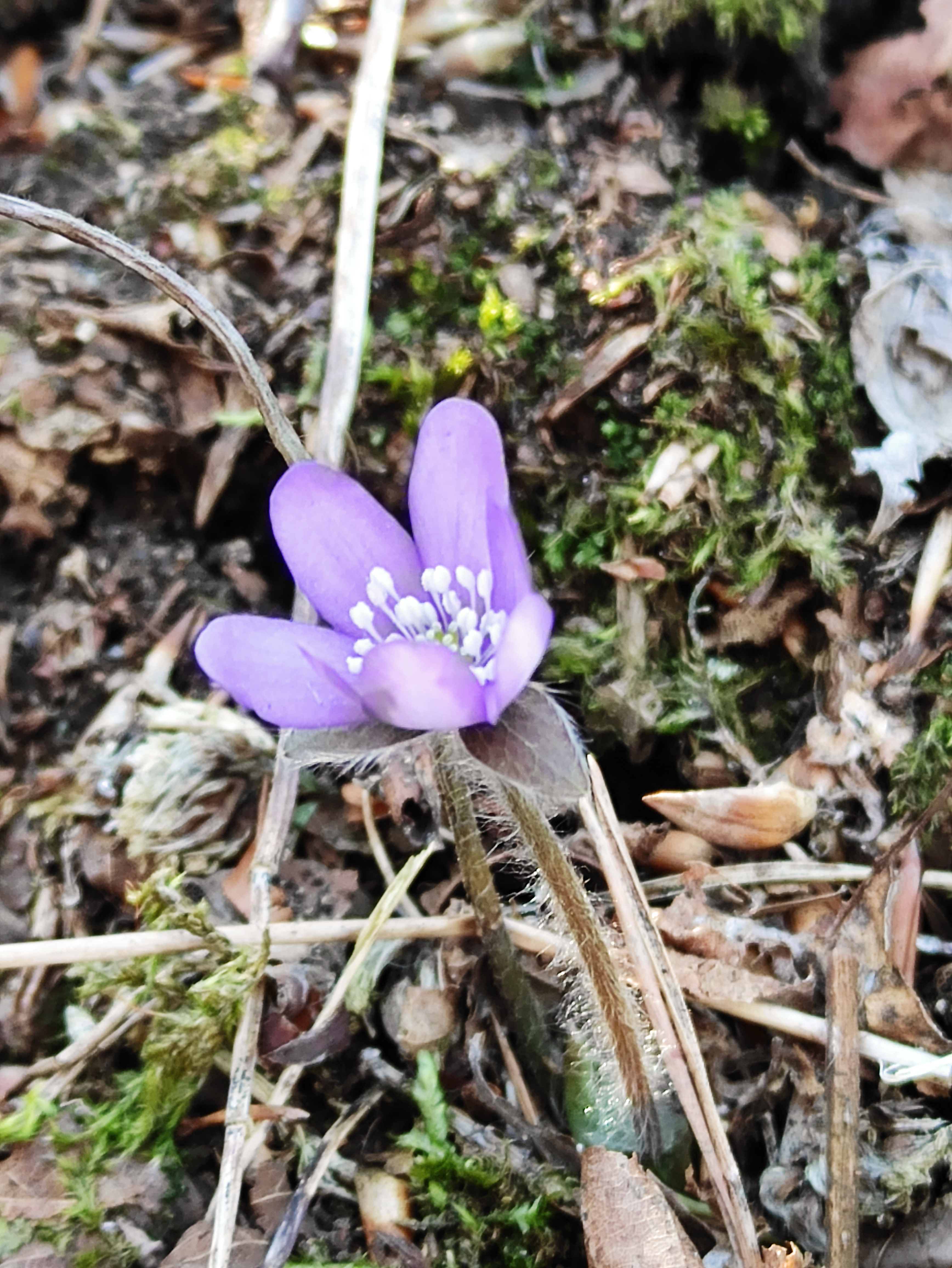
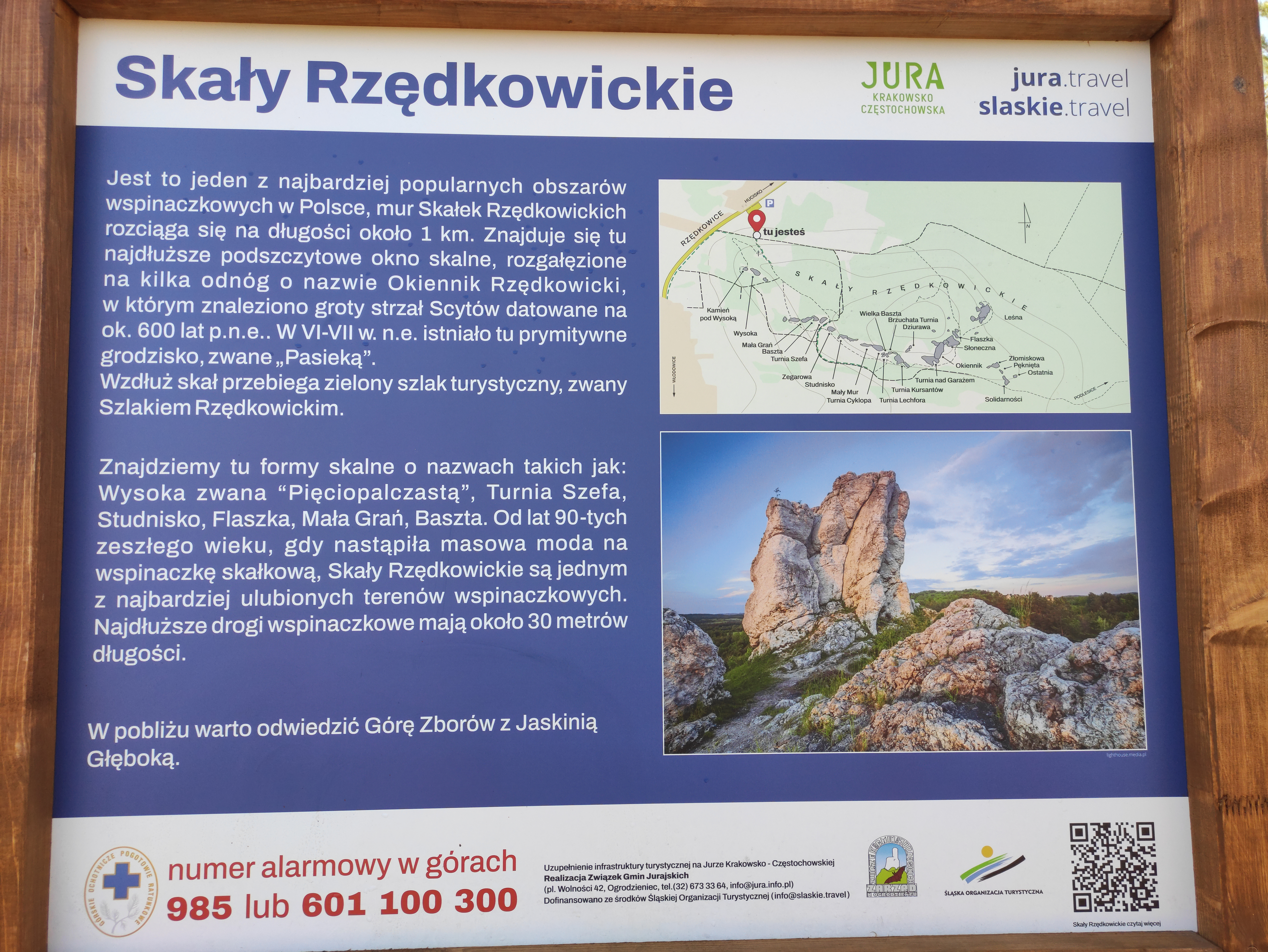
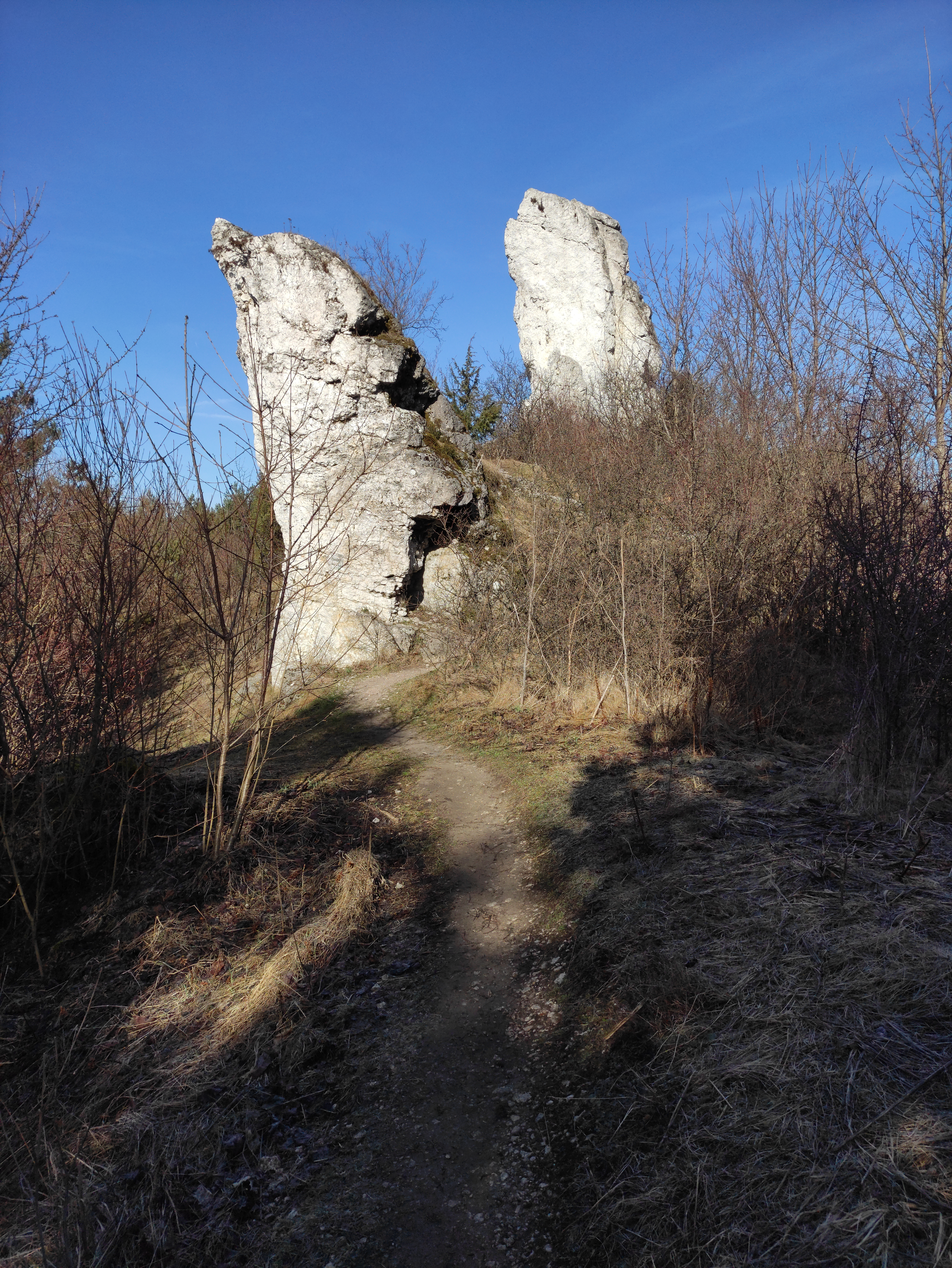